# Erica toringbergensis
Erica toringbergensis är en ljungväxtart som beskrevs av Ha. Baker. Erica toringbergensis ingår i släktet klockljungssläktet, och familjen ljungväxter. Inga underarter finns listade i Catalogue of Life.